# André Candançam Pinto
André Candançam Pinto (nacido el 14 de diciembre de 1978) es un exfutbolista brasileño que se desempeñaba como delantero.
Jugó para clubes como el Flamengo, XV de Piracicaba, Nacional, Santa Clara, Kyoto Sanga FC y Marítimo.

## Trayectoria

### Clubes
| Club              | País     | Año         |
| ----------------- | -------- | ----------- |
| Flamengo          | Brasil   | 1997 - 2001 |
| XV de Piracicaba  | Brasil   | 2001 - 2002 |
| Portuguesa        | Brasil   | 2002        |
| Nacional          | Portugal | 2003 - 2006 |
| Santa Clara       | Portugal | 2003 - 2004 |
| Kyoto Sanga FC    | Japón    | 2006 - 2007 |
| Marítimo          | Portugal | 2008 - 2009 |
| Paços de Ferreira | Portugal | 2009 - 2010 |
| São José          | Brasil   | 2010        |